# La Candelaria (departement)
La Candelaria is een departement in de Argentijnse provincie Salta. Het departement (Spaans:  departamento) heeft een oppervlakte van 1.525 km² en telt 5.286 inwoners.

## Plaatsen in departement La Candelaria
- El Angosto
- El Brete
- El Ceibal
- El Jardín
- El Tala
- La Candelaria